# Malongpong
Malongpong is een bestuurslaag in het regentschap Majalengka van de provincie West-Java, Indonesië. Malongpong telt 1846 inwoners (volkstelling 2010).